# Kanatha

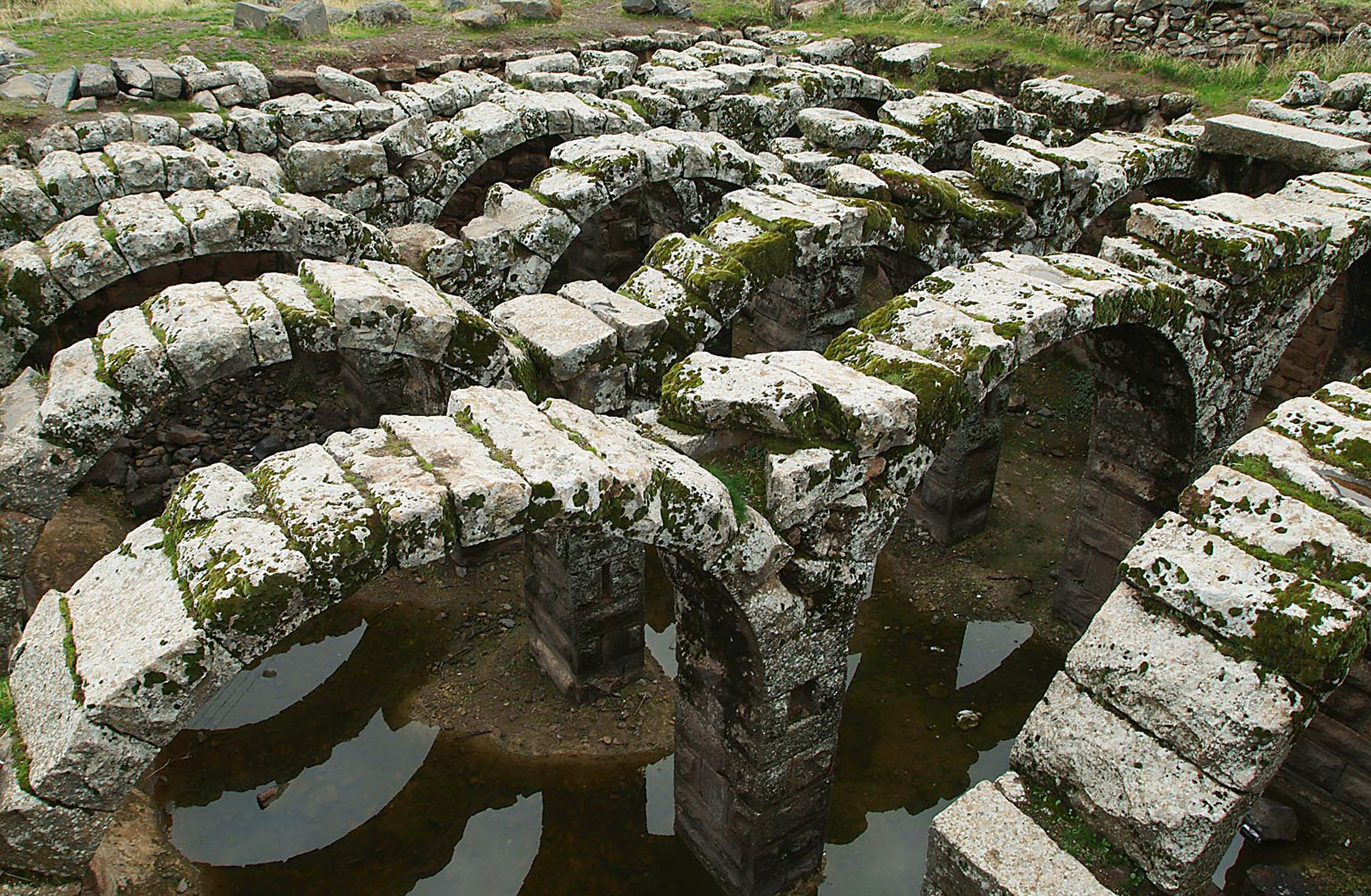
Reste einer römischen Zisterne

Kanatha (auch Canatha) war eine der Städte der Dekapolis, eines losen Verbundes griechisch-römischer Städte im antiken Palaestina. Es befand sich an der Stelle des heutigen Dorfes El-Qanawat in Syrien, nordöstlich von Bostra.
Die Ruinen erstrecken sich über 1,5 km × 750 m. Dazu gehören die Reste einer römischen Brücke, eines aus dem Fels gehauenen römischen Theaters, eines Nymphäums, eines Kryptoportikus eines Aquäduktes sowie eines Prostylos-Tempels und eines Peripteros-Tempels.
Die Stadt wird erstmals bei Josephus erwähnt (Jüd. Krieg I,19,2; Jüd. Alt. XV,5,1). Plinius und Ptolemäus zählen sie zu den Städten der Dekapolis. Weiter wird sie von Eusebius von Caesarea und Stephanos von Byzanz erwähnt und war Bischofssitz (Suffragan von Bostra). Heute ist Canatha ein Titularbistum der Römisch-Katholischen Kirche.
In der röm. Kaiserzeit wurde die Auxiliareinheit Cohors I Flavia Canathenorum aus der Stadt Canatha und ihrer Umgebung rekrutiert.